# 빈센트 얀선
빈센트 페트뤼스 아나 세바스티안 얀선(네덜란드어: Vincent Petrus Anna Sebastiaan Janssen, 1994년 6월 15일, 히슈 ~)는 네덜란드의 축구 선수이다. 현재 벨기에 퍼스트 디비전 A의 로열 앤트워프에서 스트라이커로 뛰고 있다. 네덜란드 축구 국가대표팀의 일원으로 활약하기도 하였다.